# Brazo de Mercedes
El brazo de Mercedes es un dulce de merengue enrollado, relleno de crema pastelera y espolvoreado con azúcar glas, típico de Filipinas, en particular de los pueblos tagalos, batangueños y pampangueños. Se deriva del brazo de gitano español y un tipo de pionono.

## Origen
El postre se remonta a la época colonial española. El nombre original de este plato en el español filipino era «brazo de Nuestra Señora de las Mercedes», un título devocional común para María, madre de Jesús. Los españoles introdujeron el gusto por el dulce, el azúcar (asukal en filipino) y el concepto de postre. Además, la mayoría de postres filipinos tienen un origen español, como la ensaymada, el alfajor o el flan.
El postre se cree que surgió, como muchos otros filipinos, como forma de reutilizar las yemas de huevo sobrantes del material de construcción de edificios, ya que las claras se usaban para mortero y yeso en la arquitectura colonial hispano-filipina.

## Descripción
A diferencia de otros tipos de pianonos filipinos que se hacen con masa de chifón o de bizcochos, el brazo de Mercedes está hecho de merengue y, por lo tanto, no usa harina. El merengue se hace con claras de huevo, crémor tártaro y azúcar en grano, y el relleno es una crema de natilla o pastelera elaborada con yemas de huevo, azúcar y leche cocidas a fuego lento en baño maría. Otros ingredientes como ralladura de calamansi, mantequilla y extracto de vainilla. Una vez que se hornea el merengue, la crema pastelera se extiende uniformemente sobre una superficie y luego se enrolla con cuidado en un cilindro. Finalmente, se deja enfriar y se espolvorea con azúcar glas antes de servirse.

## Variantes
Una variante tradicional es el brazo dela Reina, un brazo de Mercedes que incluye nueces picadas o molidas en el relleno o espolvoreadas por encima. Las versiones modernas del postre pueden tener una variedad de rellenos e ingredientes diferentes. Estas variaciones suelen tener diferentes nombres, como brazo de ube, brazo de pandán, brazo de buko pandan, brazo de tsokolate, brazo de mangga, etc.